# Steven Ricks
Steve(n) L. Ricks (* 1969) ist ein US-amerikanischer Komponist und Musikpädagoge.

## Leben und Wirken
Ricks studierte nach einer Ausbildung als Posaunist an der Brigham Young University, der University of Illinois at Urbana-Champaign und der University of Utah. Mit einem Stipendium der University of Utah erwarb er 2000 am King’s College London das Certificate of Advanced Musical Studies. Zu seinen Lehrern zählten Morris Rosenzweig, Harrison Birtwistle, Bill Brooks und Michael Hicks. 1999 erhielt er den Ersten Preis bei der SCI/ASCAP Student Composition Competition.
Ricks' Werke wurden von Ensembles und Musikern wie der California EAR Unit, dem New York New Music Ensemble, der Gruppe Earplay, dem Talujon Percussion Quartet, der Flötistin Rachel Rudich, dem Pianisten Ian Pace und dem Geiger Curtis Macomber aufgeführt. Ricks unterrichtet seit 2007 Musiktheorie und Komposition an der Brigham Young University und ist Direktor von deren Studio für elektronische Musik.

## Werke
- Strange Enthusiasm, elektroakustische Musik (2006)
- Mild Violence für Flöte, Klarinette, Violine, Cello, Klavier und Perkussion (2005)
- American Dreamscape für Altsaxophon, Klavier, Perkussion, Bass und Liveelektronik (2005)
- Eyesong/Eardance für Cello, Klavier und elektroakustische Musik (2004)
- A Glimpse Beyond the Zero, elektroakustische Musik (2004)
- Boundless Light für Soloflöte und elektroakustische Musik (2003)
- Pulse Study für Marimbaduo (2003)
- Ten Short Musical Thoughts, Digital-CD (2002)
- Leave Song für Flöte, Oboe, Klarinette, Perkussion, Sopran, Violine, Viola, Cello und Kontrabass (2000-01)
- Stilling für Klavier (1997, 2001)
- Piece for Violin and Piano (1997, 2001)
- Dividing Time für Perkussionsquartett oder Soloperkussion (2000)
- Sounded along dove dove für Tonband (1999)
- Circulation Segment für Flöte, Klarinette, Horn, Perkussion, Klavier und Kontrabass (1998)
- Vice Versa für Flöte, Klarinette, Violine, Cello und Klavier (1996)
- God Rest Ye Merry Gentlemen für gemischten Chor und Kammerorchester (1996)
- You Expect Me für Tonband (1995)
- Boogie Stop Shuffle für Jazz-Bigband (1995)
- Monologue für Pauken (1995)
- Profane Etudes für zwei Flöten, zwei Klarinetten, Schlagzeug, Klavier, zwei Violinen und Kontrabass (1994)
- German Pancake für Sopran, Flöte, Klarinette, Fagott, Violine und Cello (1991)

## Weblink
- Homepage von Steve Ricks

## Quelle
- American Composers Forum - Steven L. Ricks

| Personendaten    | Personendaten                                 |
| ---------------- | --------------------------------------------- |
| NAME             | Ricks, Steven                                 |
| ALTERNATIVNAMEN  | Ricks, Steve; Ricks, Steven L.                |
| KURZBESCHREIBUNG | US-amerikanischer Komponist und Musikpädagoge |
| GEBURTSDATUM     | 1969                                          |